# Grand prix national de la poésie
Der Grand prix national de la poésie ist ein französischer Staatspreis für Lyrik. Er wurde 1981 auf Initiative des Kulturministers Jack Lang ins Leben gerufene und vom Kulturministerium bis 1996 verliehen und ab 1998 in den Grand prix national des Lettres integriert, der aber nach 1999 ebenfalls nicht mehr vergeben wurde.
2012 wurde der Preis von Kulturminister Frédéric Mitterrand wiederbelebt. Die mit 15.000 Euro dotierte Auszeichnung wird von einer für drei Jahre eingesetzten Jury vergeben.

## Preisträger
- 1981 – Francis Ponge
- 1982 – Aimé Césaire
- 1983 – André du Bouchet
- 1984 – Eugène Guillevic
- 1985 – André Frénaud
- 1986 – Jean Tortel
- 1987 – Edmond Jabès
- 1988 – Jacques Dupin
- 1989 – Michel Deguy
- 1990 – Jacques Roubaud
- 1991 – Bernard Heidsieck
- 1992 – Bernard Noël
- 1993 – Yves Bonnefoy
- 1994 – Lorand Gaspar
- 1995 – Philippe Jaccottet
- 1996 – Dominique Fourcade
- 1997 – (nicht vergeben)
- 1998 – integriert in den Grand prix national des Lettres
- 1999 bis 2011 – (nicht vergeben)
- 2012 – Anne Perrier[3]
- 2013 – Claude Vigée
- 2017 – Franck Venaille